# Los Ángeles, Villaflores
Los Ángeles är en ort i Mexiko.   Den ligger i kommunen Villaflores och delstaten Chiapas, i den sydöstra delen av landet, 700 km sydost om huvudstaden Mexico City. Los Ángeles ligger 860 meter över havet och antalet invånare är 891.
Terrängen runt Los Ángeles är huvudsakligen kuperad, men söderut är den bergig. Los Ángeles ligger nere i en dal. Runt Los Ángeles är det ganska glesbefolkat, med 28 invånare per kvadratkilometer. I omgivningarna runt Los Ángeles växer huvudsakligen savannskog.